# Abbaye de Neuberg

L'intérieur de l'église. Juillet 2017.

L’abbaye de Neuberg est une ancienne abbaye située à Neuberg an der Mürz en Autriche (Styrie), ayant appartenu à l'ordre de Cîteaux, comme fondation de l'abbaye-mère de Heiligenkreuz et donc de la famille de l'abbaye de Morimond en France.

## Histoire
L'abbaye de Neuberg est fondée en 1327 grâce à la protection du duc Othon d'Autriche le Joyeux qui y mourut en 1339. L'église est construite en forme de halle de style haut-gothique et les travaux se poursuivent jusqu'en 1496 sous le règne de l'empereur du Saint-Empire romain germanique, Frédéric III. La charpente du toit en mélèze de 1 110 m3, construite dans la première moitié du XVe siècle, est la plus grande des églises des pays germaniques.
L'intérieur de l'église est aménagé en style baroque premier (maître-autel de 1612), mais le gothique domine avec la célèbre statue de la Vierge de Neuberg et d'autres. Le cloître et la salle capitulaire sont remarquables avec leurs sculptures du XIVe siècle.
L'abbaye est confisquée en 1786 par Joseph II selon ses idées empreintes de despotisme éclairé. L'église abbatiale devient église paroissiale et les bâtiments monastiques deviennent un relais de chasse des Habsbourgs. François-Joseph aimait à y venir chasser. La république autrichienne en fait ensuite des bâtiments des Eaux et Forêts, jusqu'en 2006.